# شهرداری استرنچی
شهرداری استرنچی (به لاتین: Strenči Municipality) یک شهرداری در لتونی است. شهرداری استرنچی ۴٬۲۷۷ نفر جمعیت دارد.